# The 13th Floor Elevators
The 13th Floor Elevators waren eine US-amerikanische Rockband, die im Herbst 1965 in Austin, Texas, von Roky Erickson, Tommy Hall, Bennie Thurman, Stacy Sutherland und John Ike Walton gegründet wurde. Der Bandname bezieht sich auf den 13. Buchstaben des Alphabets, das M und dieses stand für Marihuana, das einen „high“ machte, also nach oben brachte, wie ein Aufzug (Elevator). Eine andere Interpretation besagt, dass aufgrund von Triskaidekaphobie bei der Geschosszählung vieler amerikanischer Hochhäuser auf die 12 die 14 folgt und der Bandnamen als Paradoxon steht.

## Bandgeschichte
Die einzige Chart-Positionierung gelang der Single You’re Gonna Miss Me. Sie erreichte im Jahr 1966 den 55. Platz in den Vereinigten Staaten. Eine erste Aufnahme dieses Songs hatte Erickson bereits 1965 mit seiner alten Band The Spades veröffentlicht, die er kurz darauf verließ. Mit den 13th Floor Elevators kam es Anfang 1966 zu einer neuen Aufnahme des Songs und einer Veröffentlichung unter dem Contact-Label, die zu einem lokalen Erfolg wurde. Die Übernahme der Single durch das Houstoner International-Artists-Label im gleichen Jahr erreichte dann die Billboard-Charts. Bald darauf folgte eine Einladung in Dick Clarks Fernsehsendung American Bandstand.
Noch im selben Jahr veröffentlichte die Band das erste Album The Psychedelic Sounds Of The 13th Floor Elevators. Die Band war die erste, die sich selbst unter dem Begriff Psychedelic vermarktete. Nur zwei Wochen später griffen Grateful Dead den Begriff ebenfalls auf. Bis 1968 spielten die 13th Floor Elevators noch zwei weitere Studioalben ein.
Die Elevators waren bekannt für ihren Konsum von Marihuana und LSD (letzteres war zur Anfangszeit der Band noch kurze Zeit legal), lediglich Schlagzeuger John Ike Walton distanzierte sich frühzeitig davon, nachdem er schlechte Erfahrungen mit seinem zweiten LSD-Trip gemacht hatte. Regelmäßige Kontrollen durch die texanische Polizei waren die Folge. Nachdem Erickson, der schon im Vorjahr wegen Schizophrenie behandelt worden war, schließlich im Jahr 1969 mit einer kleineren Menge Marihuana in Austin aufgegriffen worden war, plädierte er auf Rat seines Anwalts auf nicht zurechnungsfähig, um einer bis zu zehnjährigen Gefängnisstrafe zu entgehen (die Strafen für Marihuanabesitz wurden in Texas erst nach 1970 deutlich abgesenkt). Nachdem er mehrmals aus einer psychiatrischen Klinik in Austin entwichen war, wurde er schließlich für mehrere Jahre in eine besser gesicherte psychiatrische Anstalt in Rusk überstellt, in der überwiegend schwere Gewalttäter, Vergewaltiger und Mörder einsaßen. Die Band löste sich in der Folge 1969 auf. Nach der Auflösung gab es einige Projekte der jeweiligen Mitglieder, jedoch nie eine ernsthafte Wiedervereinigung. Eine Tragödie ereignete sich zudem 1978, als Stacy Sutherland bei einer schweren Auseinandersetzung mit seiner Frau von dieser erschossen wurde.

## Musik
Die Musik der Band war deutlich vom Rhythm & Blues geprägt und mit dem Stil der Rolling Stones und des jungen Frank Zappa (Slip inside this house – Trouble every day) in den 1960er Jahren vergleichbar. Ungewöhnlich jedoch war die energisch kreischende Stimme von Roky Erickson und der mit einem Mikrofon elektrisch verstärkte Jug von Tommy Hall. Der Jug steht in der Tradition des Blues und ersetzte vornehmlich während der 1930er Jahre den sperrigen und teuren Kontrabass. Im Grunde handelte es sich dabei um eine größere, bauchige Flasche, in die hinein geblasen wurde. Solche Bands wurden als Jug Bands bezeichnet. Tommy Hall erzeugte damit hohe, rhythmische Stakkatotöne, deren Frequenz und Tonlage leicht variierte. So entstand ein Klangteppich im Hintergrund der Musik, welcher der Band einen einzigartigen und ungewöhnlichen Charakter verlieh.
Neben den Amazing Charlatans waren The 13th Floor Elevators die erste Band, die unter Einfluss von LSD live spielte. Sie sahen sich selbst allerdings als bessere Live-Band. Außerdem hatten die 13th Floor Elevators externe Songwriter. Unter anderen waren das Tommy Halls Frau, Clementin Hall (Splash 1, I Had to Tell You) und Powell St. John (Kingdom of Heaven, Monkey Island, You Don’t Know, Take That Girl, Right Track Now), der in den 1960er Jahren auch Einfluss auf viele andere Musiker in Austin, Texas, hatte. 1967 erschien eine Coverversion von Bob Dylans It’s All Over Now, Baby Blue.
Die Stücke You’re Gonna Miss Me und Slip Inside This House sowie das Album The Psychedelic Sounds of the 13th Floor Elevators zählen heute zu den Klassikern des Garagenrock bzw. Psychedelic Rock.

## Diskografie
Alben
- 1966: The Psychedelic Sounds of the 13th Floor Elevators
- 1967: Easter Everywhere
- 1968: Bull of the Woods
- 1968: Live
- 1988: Live (Big Beat)
- 2005: Psych-Out

EPs
- 1966: You’re Gonna Miss Me / Tried to Hide / Reverberation
- 1978: Live in Austin, Texas 1967 (3 Track EP)

Kompilationen
- 1985: Fire in My Bones
- 1987: Elevator Tracks
- 1988: Easter Everywhere / Bull of the Woods
- 1988: The Psychedelic Sounds of the 13th Floor Elevators/Live
- 1991: The Collection
- 1991: The Magic of the Pyramids (als Roky Erickson & the 13th Floor Elevators)
- 1992: Another Dimension
- 1993: Best of the 13th Floor Elevators
- 1993: Les génies du Rock n°056: You’re Gonna Miss Me
- 1994: Paradise Lost – Texas Rockmusic Heritage, Vol. 2
- 1994: 1966–1967 Unreleased Masters Collection
- 1995: The Best of 13th Floor Elevators
- 1997: All Time Highs
- 1997: The Best Of … Manicure Your Mind
- 1997: The Masters
- 1998: Through the Rhythm
- 1999: The Interpreter
- 1999: The Interpreter Vol. 2
- 1999: His Eye Is on the Pyramid
- 2000: Up on the 13th Floor
- 2001: The Legendary Group at Their Best
- 2002: The Psychedelic World of the 13th Floor Elevators
- 2002: Absolutely the Best of the 13th Floor Elevators
- 2004: Going Up – The Very Best of
- 2009: Sign of the 3 Eyed Man (10-CD-Box + Book)
- 2011: Rockius of Levitatum
- 2011: Music of the Spheres – The Ultimate 13th Floor Elevator Vinyl Box Set (10 LPs)

Singles
- 1966: Reverberation / Fire Engine
- 1966: You’re Gonna Miss Me / Tried to Hide
- 1967: Levitation / Before You Accuse Me
- 1967: She Lives (In a Time of Her Own) / Baby Blue
- 1967: Slip Inside This House / Splash 1
- 1968: Livin’ On / Scarlet and Gold
- 1968: May the Circle Remain Unbroken / I’m Gonna Love You Too
- 1996: Levitation